# Joey Potter
Josephine Lynn Potter o Joey Potter es un personaje ficticio de televisión de la serie juvenil Dawson's Creek, interpretado por la actriz Katie Holmes.

## Biografía
Joey es la mejor amiga de Dawson, son conocidos desde la infancia y viven relativamente cerca (cruzando el arroyo de Capeside). Vive con su hermana Bessie y Bodie, el novio de esta. Su padre, Mike Potter, ha estado preso dos veces por tráfico de drogas y su madre, Lilian, falleció de cáncer cuando Joey tenía trece años.
El nombre de Joey, le fue puesto por Jo March, la heroína del libro favorito de su madre, Mujercitas.

## Temporada 1
Durante la primera temporada, Joey es la chica al otro lado del arroyo, la mejor amiga de Dawson Leery, inteligente, responsable, con un sentido del humor un tanto cínico, aparentemente fuerte pero insegura en el interior. Al principio se encuentra confundida por los sentimientos que empieza a tener por su mejor amigo quien no solo no se da cuenta, sino que se niega a que su relación cambie en absoluto a pesar de su inminente paso a la adolescencia. Joey comienza a sentir celos inmediatamente cuando Jen Lindley llega a Capeside y le roba la atención de Dawson quien se interesa románticamente por ella. Joey se siente intimidada por Jen, quien se crio en Nueva York y no sabe cómo competir con ella. Joey vive con su hermana Bessie quien está embarazada y trabaja en el “Ice House”, restaurante familiar de los Potter. Joey se siente agobiada entre tener que encargarse de su hermana y el restaurante más la constante ansiedad juvenil de su problemas familiares, económicos y sentimentales. Aun así, con la ayuda de su vecina la señora Ryan (abuela de Jen) se las arregla para ayudar a su hermana en el alumbramiento de su sobrino Alexander.
Un día Joey decide participar en un concurso de belleza, lo cual hace únicamente por la recompensa económica. Sin embargo, en lugar de ganar el concurso, se gana el corazón de Dawson quien finalmente deja atrás la imagen de “solo amiga” que tenía de Joey y se da cuenta de que siente algo por ella, pero Joey lo rechaza porque quiere que la ame por lo que es y no por el maquillaje y la ropa bonita que vio en el concurso. Al final de la temporada Dawson y Joey confrontan sus sentimientos una vez más y finalmente el la besa por primera vez en su habitación a la luz de la luna terminando así el capítulo.

## Temporada 2
Al inicio de la temporada ella y Dawson comienzan finalmente una relación y se enamoran, pero Joey empieza a sentir que pierde su identidad pues siempre ha sido muy apegada a Dawson y le es difícil definir en dónde comienza ella y termina Dawson. Durante una luna llena, Jack McPhee, el chico nuevo, la besa, de lo cual Dawson se entera en un baile escolar y termina golpeándolo. Finalmente, después de darle muchas vueltas, Joey decide terminar la relación. Aun y cuando esta era la primera vez que ambos se decían que se amaban, Joey le dice que necesita encontrarse a sí misma y rompe con él.
Ella y Jack comienza a salir tiempo después, pero la relación termina rápidamente cuando Jack se da cuenta de que es gay. El padre de Joey sale de prisión y regresa a sus vidas. Al principio el cambio no es fácil, pero se las arreglan para curar las heridas y ella vuelve con Dawson. Posteriormente, debido a un incendio en el restaurante familiar, Dawson se entera de que el padre de Joey está vendiendo cocaína nuevamente y que el incendio fue causado por rivales de él. Dawson se lo confiesa, y la convence de que lo mejor es que entregue a su padre para evitar que ponga otra vez en riesgo sus vidas. Después de mucho titubear Joey decide utilizar un micrófono escondido para obtener la confesión de su padre y delatarlo. Sabiendo que lo ha traicionado, Joey se encuentra devastada y culpa a Dawson por orillarle a tomar esta decisión, aunque sabe que fue la correcta. Ella rompe con él una vez más y le dice que no sabe si alguna vez podrá perdonar a su padre, pero que a él definitivamente nunca podrá perdonarlo.

## Temporada 3
Dawson regresa de visitar a su tía en el verano y Joey, tras haber recapacitado las cosas, lo busca y le ofrece retomar su relación. Él la rechaza instantáneamente pues siente que no está listo aún, pues regresarían a lo mismo de siempre. Joey sale llorando por la ventana. Dawson de momento no quiere ser la persona a la que Joey acude porque es aun muy difícil y complicado, recordemos que antes que novios, ambos eran mejores amigos y confidentes, así que le pide a Pacey que cuide de ella mientras las cosas mejoran. Durante la temporada Pacey y Joey desarrollan una amistad muy cercana. Tiempo después Joey mantiene una corta amistad/relación con un estudiante universitario, A. J. Muller, pero esto dura únicamente hasta que Joey conoce a su mejor amiga, Morgan, y se da cuenta de que A.J. en realidad está enamorado de Morgan pero aún no se da cuenta, similar a lo ocurrido entre ella y Dawson tiempo atrás. Joey lo convence de que es con Morgan con quien debe estar y visiblemente dolida llama a Pacey esa noche para que la lleve de regreso a Capeside. Ella, desilusionada por lo sucedido, le dice a Pacey que tristemente solo hay dos personas que realmente la conocen, a lo cual Pacey piensa que se refiere a Dawson y A.J. cuando ella realmente se refiere a Dawson y a él. Esta expresión de amistad desencadena una ráfaga de emoción en Pacey quien finalmente confronta sus sentimientos por ella y la besa. Al principio ella se niega a la idea de ver a Pacey como otra cosa que no sea un amigo, pero se da cuenta de que en realidad también siente algo por él y comienzan una relación secreta.
Cuando Dawson se entera acerca de la relación entre Joey y Pacey, se enfurece, y la relación entre los tres nunca vuelve a ser la misma. Joey rompe con Pacey para tratar de arreglar las cosas con Dawson y recuperar su amistad. Dawson, de cualquier manera, ve a Pacey como el enemigo y oponente a vencer para ganar el corazón de Joey, quedando Joey en medio de este complicado triángulo amoroso.
En el final de temporada, Joey se encuentra dividida entre sus dos amigos pero se da cuenta de que mientras aun tiene miedo de perder a su mejor amigo, Dawson, se ha enamorado realmente de Pacey. Dawson se da cuenta de esto y de que no puede interponerse entre ambos, y finalmente decide dejarla ir aunque aún la quiere. Joey corre a alcanzar a Pacey, quien ha decidido navegar en su bote todo el verano al sentir que no tiene más oportunidad con Joey. Finalmente ella lo alcanza y le confiesa que lo ama. Sin embargo decide no detenerlo, y ambos parten navegando en el bote el "Amor Verdadero".

## Temporada 4
Joey y Pacey regresan a Capeside y, tras un maravilloso verano, vuelven rápidamente a la realidad al tener que confrontar los eventos del pasado año. Joey se encuentra impaciente por enmendar las cosas con Dawson, quien aún está herido por todo lo ocurrido. La relación de Dawson con Pacey nunca vuelve a ser la misma del todo, aun cuando ambos son civilizados y se dan cuenta de que comparten una historia y grupo de amigos. Dawson comienza a salir con Gretchen, la hermana mayor de Pacey, quien ha regresado a Capeside tras sufrir un aborto. Gretchen ayuda a Dawson a encontrarse a sí mismo otra vez ayudando a superar a Joey y regresar a su otro amor, el cine.
Joey necesita una beca segura para poder con las colegiaturas de la universidad. Le ofrecen un lugar en la prestigiosa Universidad de Worthington en Boston, pero no puede asistir. En un viaje a esquiar con toda su clase, Joey y Pacey hacen el amor por primera vez. Dawson la cuestiona sobre esto y ella miente acerca de su virginidad. Pacey se entera de la mentira por su hermana y se enfada cuando Joey acepta dinero de Dawson para ir a Worthington.
Pacey, al sentirse inseguro del éxito de Joey y su relación siente que no es suficientemente bueno para ella, y que sus futuros son mundos diferentes. Culpando a Joey por todas sus fallas, Pacey la humilla y rompe con ella en su baile de graduación. Aun cuando el rompimiento es doloroso para ambos. Los dos miran hacia el futuro, Joey en Boston y Pacey en el mar. Al final de la temporada, mientras Dawson se prepara para dejar Capeside y partir a Los Ángeles, en una escena que nos recuerda el final de la primera temporada, Dawson y Joey se besan en su habitación.

## Temporada 5
En la quinta temporada Joey asiste a la Universidad de Worthington College en Boston, donde conoce a su roomate Audrey Liddell con quien comienza a entablar una amistad. Joey estudia literatura en la clase del popular profesor David Wilder, con quien comienza a salir.
En un giro sorpresivo de la historia Mitch, el padre de Dawson, muere en un accidente automovilístico dejando a Gail Dawson y a la pequeña Lili atrás. Habiendo pasado por una pérdida similar, Joey piensa que puede ayudar a Dawson con el duelo de su padre. Joey acude al funeral de Mitch, pero Dawson la rechaza cuando intenta ayudarlo a lidiar con sus emociones. Al regresar a su dormitorio en Boston, Audrey consuela a Joey mientras Jen convence a Dawson para que vaya a terapia. Posteriormente Joey se da cuenta de que Jack hace una apuesta para que uno de sus hermanos de fraternidad se acueste con Audrey durante una fiesta de fraternidad.
Joey se une a la banda Aggressive Mediocrity, como vocalista junto al infiel exnovio de Jen, Charlie Todd. Ambos sostienen una breve relación hasta que ella lo convence de partir para cumplir su sueño de ir de gira con su banda. Posteriormente sufre un intento de atraco por parte de un ladrón qué es arrollado por un coche después de robarla a punta de pistola. Aun así, cuando le piden que se quede con él en el hospital Joey descubre que también es drogadicto y tiene una esposa y una pequeña niña, Sammie. Cuando el ladrón muere con Joey a su lado, ella regresa a la sala de espera y todas sus pertenencias le son regresada, incluyendo el dinero. Pensando en Sammie, cuya situación le recuerda su relación con su propio padre, Joey deja el dinero escondido en la mochila de Grace, la madre de Sammie.
Al final de la temporada Joey regresa a Capeside, y Dawson le confiesa que desea estar con ella. Joey lo rechaza diciendo que esos sentimientos quedaron en el pasado, pero en el último episodio Joey lo alcanza en el aeropuerto para declararle sus verdaderos sentimientos, se besan, y le dice que vaya a Los Ángeles como es su destino y que se volverán a ver después del verano. Tras ir a retornar su boleto, le ofrecen una oportunidad de ir a París, y la audiencia se queda en suspenso.

## Temporada 6
Al inicio de la sexta temporada, se revela que Joey no fue a París sino que regresó a casa a Capeside. Después de no hablar por todo el verano, ella y Dawson se encuentran en Hell's Kitchen, un bar local. Los dos hacen el amor y pasan el siguiente día juntos, hasta que se revela que Dawson tiene una novia en California. Joey está visiblemente molesta y rompe con él. Joey acepta un trabajo como mesera en el Hell's Kitchen, con la ayuda de Emma Jones. Joey eventualmente se enamora del bartender, Eddie Dooling. Ambos comparten el amor por escribir y la literatura y parecen la pareja perfecta, pero resulta que el no es oficialmente un estudiante en Worthington, ya que su familia no tenía los recursos para entrar ahí.
Después de pasar la Navidad en Capeside, Eddie desaparece sin decir a Joey, y regresa a Worcester a vivir con sus padres. Tratando de encontrarlo, Joey obtiene ayuda de Harley Hetson, la hija adolescente de su pedante y misógino profesor de Inglés, Greg Hetson. Harley miente, diciéndole a Eddie que Joey estaba embarazada de él para poder traerlo a Boston. Tras quedar atrapados una noche en una tienda departamental, Pacey le confiesa a Joey que nunca dejó de amarla. Tiempo después, Joey tiene la oportunidad de trabajar como secretaria para Pacey en la firma en que trabaja. Ellos retoman brevemente su romance hasta que Eddie reaparece en la vida de Joey (irónicamente Joey y Pacey rompen en otro baile de graduación). Pacey y Dawson rompen su amistad una vez más después de que Pacey pierde todo su dinero y el de Dawson en una inversión riesgosa de biotecnología que no salió bien. Una vez más Joey se encuentra en medio.
Todos se mudan a Capeside y Joey reúne a todos para ayudar a Dawson a hacer su película. Pacey se rehúsa a a tomar parte ya que dice que solo estropeará las cosa otra vez. Joey no le cree y, tras pasar varias semanas durmiendo en el sofá de su hermano, Pacey sale a buscar trabajo mientras trata de conseguir de miembros de la comunidad tanto dinero como puede para regresar a Dawson al menos algo del que perdió. Le pide a Joey que le dé el mensaje y el dinero a Dawson, a lo cual se niega, decidiendo de una vez y para siempre que lo que está pasando entre él y Dawson no es su pelea y nunca lo ha sido, y nunca lo será. En el episodio final termina con Joey y Pacey viendo la serie de Dawson, llamando a este que les cuenta que ha quedado con Spilberg. 